# Martín Fúriga
Martín Alejandro Fúriga (La Plata, Buenos Aires; 22 de enero de 1976) es un exfutbolista argentino que se desempeñaba en la posición de delantero. 

## Trayectoria
Formado en la cantera de Estudiantes de La Plata, jugó profesionalmente con el equipo entre 1995 y 1999.
En enero de 2000 pasó al equipo italiano Ancona, donde consiguió el ascenso a la Serie B antes de regresar a su club de origen para el semestre siguiente.
Tras jugar en el primer semestre de 2001 con el Sport Boys del Perú, desembarcó en el fútbol español gracias a su contratación por parte del Levante. Pasó luego por las filas del Amurrio, Recreación (luego rebautizado como Logroñés CF), Calahorra y Varea.
Tras su retiro del fútbol profesional, regresó a su país y formó parte del equipo de showbol de Estudiantes de La Plata.

### Clubes
| Club                    | País      | Año       |
| ----------------------- | --------- | --------- |
| Estudiantes             | Argentina | 1995-1999 |
| Ancona                  | Italia    | 2000      |
| Estudiantes             | Argentina | 2000      |
| Sport Boys              | Perú      | 2001      |
| Levante                 | España    | 2001-2002 |
| Amurrio                 | España    | 2002-2003 |
| Recreación              | España    | 2003-2005 |
| Logroñés Club de Fútbol | España    | 2005-2008 |
| Calahorra               | España    | 2008-2009 |
| Varea                   | España    | 2009-2011 |